# Mas de Serra (Vilallonga del Camp)
Mas de Serra és un mas situat a la carretera entre Vilallonga del Camp i la Selva del Camp. Consta de planta baixa, pis i golfes. La planta baixa té porta d'arc de mig punt adovellat i finestres allindanades als costats. El primer pis només té finestres i les golfes una galeria correguda amb arc central i dos petits als costats de construcció (o potser reconstrucció) molt recent.
Es coneix de l'existència d'edificació des del segle xii, i es fa evident en les seves parets la construcció fraccionada al llarg dels anys segons les necessitats dels masovers o propietaris. L'exemple més clar d'aquesta construcció "a parts" és la presència d'un edifici adossat al sector est, punt on s'hi ubicava un rellotge de sol artístic. El més remarcable de la casa era la decoració d'esgrafiats que trobem a la façana. L'estil és neoclàssic i sobta molt l'aparició de la plomada i el martell, símbols de la francmaçoneria.
El mas es trobava pràcticament en ruïna, fins que el 2006 va ser restaurat íntegrament per a albergar un allotjament rural.
Davant del mas hi ha l'era de batre i un camí que comunica el mas amb la carretera.